# Alice (Modigliani)
Alice è un dipinto a olio su tela (78 x39 cm) realizzato nel 1915 dal pittore italiano Amedeo Modigliani.
È conservato nella Galleria d'arte nazionale di Copenaghen.
Modigliani realizzò molti dipinti raffiguranti bambini, in questo è interessante osservare il contrasto dei colori e la finezza di alcuni particolari. Il titolo Alice fu dato dallo stesso autore riportandolo in alto a sinistra, come era consuetudine di Modigliani.